# Rio Taquari (vattendrag i Brasilien, Mato Grosso do Sul)
Rio Taquari är ett vattendrag i Brasilien.   Det ligger i delstaten Mato Grosso do Sul, i den södra delen av landet, 1 100 km väster om huvudstaden Brasília.
Omgivningen kring Rio Taquari är huvudsakligen savann. Området är nästan obefolkat, med mindre än två invånare per kvadratkilometer.